# Ivan Kizimov
Ivan Kizimov (Oblast Rostov, 28 april 1928 – 22 september 2019) was een ruiter uit de Sovjet-Unie, die gespecialiseerd was in dressuur. 
Kizimov maakte zijn olympische debuut op de Olympische Zomerspelen 1964 met een bronzen medaille in de landenwedstrijd. Vier jaar later won Kizimov de olympische gouden medaille in de individuele wedstrijd en de zilveren medaille in de landenwedstrijd. Bij Kizimovs derde olympische optreden in 1972 belandde hij met de vierde plaats net naast het podium. In de landenwedstrijd werd hij in München wel olympisch kampioen. 

## Resultaten
- Olympische Zomerspelen 1964 in Tokio 10e individueel dressuur met Ikhor
- Olympische Zomerspelen 1964 in Tokio  landenwedstrijd dressuur met Ikhor
- Olympische Zomerspelen 1968 in Mexico-Stad  individueel dressuur met Ikhor
- Olympische Zomerspelen 1968 in Mexico-Stad  landenwedstrijd dressuur met Ikhor
- Olympische Zomerspelen 1972 in München 4e individueel dressuur met Ikhor
- Olympische Zomerspelen 1972 in München  landenwedstrijd dressuur met Ikhor
- Olympische Zomerspelen 1976 in Montreal 16e individueel dressuur met Ikhor
- Olympische Zomerspelen 1976 in Montreal 4e landenwedstrijd dressuur met Rebus

1912: Carl Bonde ·
1920: Janne Lundblad ·
1924: Ernst Linder ·
1928: Carl Friedrich von Langen ·
1932: Xavier Lesage ·
1936: Heinz Pollay ·
1948: Hans Moser ·
1952: Henri Saint Cyr ·
1956: Henri Saint Cyr ·
1960: Sergej Filatov ·
1964: Henri Chammartin ·
1968: Ivan Kizimov ·
1972: Liselott Linsenhoff ·
1976: Christine Stückelberger ·
1980: Elisabeth Theurer ·
1984: Reiner Klimke ·
1988: Nicole Uphoff ·
1992: Nicole Uphoff ·
1996: Isabell Werth ·
2000: Anky van Grunsven ·
2004: Anky van Grunsven ·
2008: Anky van Grunsven ·
2012: Charlotte Dujardin ·
2016: Charlotte Dujardin ·
2020: Jessica von Bredow-Werndl ·
2024: Jessica von Bredow-Werndl
1928: von Langen, Linkenbach, Lotzbeck ·
1932: Lesage, Marion, Jousseaume ·
1936: Pollay, Gerhard, Oppeln-Bronikowski ·
1948: Jousseaume, Saint-Fort Paillard, Buret ·
1952: Saint Cyr, Boltenstern, Persson ·
1956: Saint Cyr, Boltenstern, Persson ·
1964: Boldt, Klimke, Neckermann ·
1968: Neckermann, Klimke, Linsenhoff ·
1972: Petoesjkova, Kizimov, Kalita ·
1976: Boldt, Klimke, Grillo ·
1980: Kovsjov, Oegrjoemov, Misevitsj ·
1984: Klimke, Sauer, Krug ·
1988: Klimke, Linsenhoff, Theodorescu, Uphoff ·
1992: Balkenhol, Uphoff, Theodorescu, Werth ·
1996: Balkenhol, Schaudt, Theodorescu, Werth ·
2000: Werth, Capellmann, Salzgeber, Simons-de Ridder ·
2004: Kemmer, Schmidt, Schaudt, Salzgeber ·
2008: Kemmer, Capellmann, Werth ·
2012: Hester, Bechtolsheimer, Dujardin ·
2016: Rothenberger, Schneider, Bröring-Sprehe, Werth ·
2020: von Bredow-Werndl, Schneider, Werth ·
2024: Wandres, von Bredow-Werndl, Werth